# Windows桌面更新
Windows桌面更新（英語：Windows Desktop Update）是微软于Internet Explorer 4中提供的一个可选功能，它为Windows 95和Windows NT 4.0的外壳引入了一些新的功能，并使上述两款操作系统获得类似于Windows 98的用户界面。这些功能在Windows 98及后续的Windows版本中成为默认的安装选项。
Windows桌面更新包含活动桌面以及IE4与Windows资源管理器的无缝集成等功能。除Windows 95 OSR 2.5（4.00.950C）外，该组件可在其他任何版本的Windows 95中作为IE4的一部分下载并安装；而Windows 95 OSR 2.5则包含了IE4与Windows桌面更新的完整离线安装包（但没有被整合到系统中），它的安装程序会在Windows 95安装程序运行完毕后被自动触发并运行。此外，该组件亦作为IE4 for Windows NT 4.0（需要Service Pack 3或更高版本）的一部分提供。
尽管Windows桌面更新只是Internet Explorer 4.0中的一个可选组件，并且未被包含在后续任何版本的Internet Explorer（IE5及以上版本）中，但用户可以使用CAB文件解压缩程序从IE4的安装文件中提取Windows桌面更新的安装文件并手动安装，或者使用IEAK生成含有Windows桌面更新的IE 5.0x、5.5或6.0的自定义程序包。此外，用户还可以通过在运行安装程序时添加命令行参数或修改安装配置文件的方式使上述版本的Internet Explorer安装程序自动安装Windows桌面更新。
如果系统中已经安装Windows桌面更新，则会在安装IE 5.0或5.5后为外壳添加一些新功能，例如开始菜单项的上下文菜单中新增的「按名称排序」功能。

## 主要功能
- 活动桌面：允许在Windows桌面上显示可被Internet Explorer渲染的Web内容（如HTML、XML、CDF）及非BMP格式的图片。
- 频道栏：与RSS和IE8中的网页快讯类似的推送技术。频道是以CDF格式储存的通过HTTP使用远程推送服务的XML脚本。随Internet Explorer 4.0安装的Windows桌面更新包括针对主要地区和语言的本地化内容和服务提供程序，随IE 5.0及更高版本的IE安装的Windows桌面更新则不包含任何预订内容。
- 快速启动：快速启动栏随Windows桌面更新首次出现在Windows中，为Microsoft Office 95/97/2000附带的纵向排列的快捷工具栏提供了横向排列的替代方案。
- Web文件夹：集成在Windows资源管理器中的WebDAV客户端，可在Windows资源管理器中显示Web内容和图形，为用户提供更丰富的Windows资源管理器使用体验。
- 自定义文件夹：基于Web格式约束，可以自定义单个文件夹或文件夹组的外观。
- Windows资源管理器中带有文本标签的更大尺寸的工具栏按钮。
- 改进的开始菜单，包括新增的「收藏夹」子菜单，「查找」菜单中的更多项目，以及对菜单项的拖放、编辑和删除的支持[5]。
- 支持在Windows资源管理器中显示图像的缩略图，以及在Desktop.ini中被存储为注释的文件或文件夹的信息／工具提示。

## 更新
针对Windows桌面更新的更新是IE 4.0修补程序和Service Pack的一部分。在IE 4.0发布后，针对Windows 95和Windows NT 4.0的外壳程序的更新会同时包含适用于Windows桌面更新的版本和原始版本的更新，而上述两个版本的更新有时也会被分别打包发行。
Windows桌面更新还添加了创建类似于快速启动栏的桌面工具栏的功能，它还为Windows资源管理器引入了新的扩展性API。